# 代田和也
代田 和也（しろた かずや、1984年12月27日 - ）は、三重エフエム放送（レディオキューブ FM三重、radio3）のディレクター、プロデューサー、アナウンサー。

## 来歴
長野県下伊那郡出身。長野県飯田長姫高等学校、専門学校名古屋ビジュアルアーツ卒業。
20歳ごろからラジオの仕事に携わっており、2008年にFM三重に入社する前には愛知国際放送 (RADIO-i) で番組アシスタントをしていた。

## 担当番組
- RADICAL TUNES（2011年4月8日 - 2019年3月29日）[4]
- はなきん＋（2017年4月7日 - 2019年3月29日）[4]
- ゲツモク！（2019年4月1日 - 2025年3月27日 ）[5]
- つながるジカン　(2025年3月31日- ）
- レディオキューブニュース&ウェザー
- 局名告知（オープニング、クロージングともに担当）